# واوپچا واس پری دوبرنیچو
واوپچا واس پری دوبرنیچو (اسلوونیایی: Vavpča Vas pri Dobrniču) یک زیستگاه انسانی در اسلوونی است که در Lower Carniola واقع شده‌است.

## خصوصیات
واوپچا واس پری دوبرنیچو ۲٫۱ کیلومترمربع مساحت و ۴۷ نفر جمعیت دارد و ۲۶۱٫۹ متر بالاتر از سطح دریا واقع شده‌است.